# El pueblo donde no baja nadie
El pueblo donde no baja nadie  (título original en inglés: The Town Where No One Got Off) es un cuento del escritor estadounidense Ray Bradbury publicado originalmente en la revista Ellery Queen's Mystery Magazine de octubre de 1958. Fue publicado en la antología de cuentos de Bradbury titulada  A Medicine for Melancholy (1959).

## Argumento
Un pasajero del tren de Chicago a Los Ángeles conversa con otro sobre las estaciones donde no baja nadie, a no ser que uno sea de allí. De repente, decide apearse en una pequeña estación de Iowa.
En el andén, un viejo sentado, único humano presente en la estación, le comunica que lleva allí años esperando a que él se bajara.

## Adaptación televisiva
El propio Bradbury adaptó la historia para la serie televisiva The Ray Bradbury Theater. El episodio titulado 
The Town Where No One Got Off
fue emitido el 22 de  febrero de 1986. Fue dirigido por Don McBrearty e interpretado por Jeff Goldblum, Ed McNamara y Cec Linder.